# Orlun
Orlun (tradicionalament en català Orlú, el que es troba també a la frontera amb Capcir; en francès Orlu) és un municipi francès, situat a la regió d'Occitània, departament de l'Arieja.